# 邓小平理论
邓小平理论，早期被称为“邓小平建设有中国特色社会主义理论”，是中国共产党的指导思想之一。中国共产党认为，邓小平理论实现了“马克思主义中国化时代化”新的飞跃，围绕“什么是社会主义，怎样建设社会主义”这个根本问题回答了中国社会主义的发展道路、发展阶段、根本任务、发展动力、外部条件、政治保证、战略步骤、党的领导和依靠力量以及祖国统一等一系列基本问题，指导中国共产党制定了在社会主义初级阶段的基本路线。一般情况下，“邓主义”或“邓小平主义”（Dengism）也被理解为邓小平理论。
邓小平的主要主张和理论被中国官方称为邓小平理论，基本上都以讲话和谈话的方式收录在三本《邓小平文选》里。作为“毛泽东思想和中国特色社会主义思想概论”课程的重要组成部分，邓小平理论是中国大陆地区大学（包括自考）、研究生考试的必修必考科目。邓小平主张，中国依然处在，而且将长期处在社会主义初级阶段，这个阶段不是任何国家实行社会主义必经阶段，而是中国特有的。中国共产党的职责是完善“具有中国特色的社会主义”。

## 理论渊源
邓小平理论主要体现在1978年中共十一届三中全会之后邓小平的各种讲话、报告与会议决议之中。中国共产党将该理论的形成分为四个阶段：
- 1978-1982年为基本理论命题提出的阶段
- 1982-1987年为理论形成基本轮廓的时期
- 1987-1992年为理论走向成熟、确立体系的时期
- 1992-1997年为理论进一步丰富和发展的时期

十一届三中全会提出思想雏形。
1982年中共十二大，提出有中国特色的社会主义。
1987年中共十三大，坚持有中国特色的社会主义。
1992年中共十四大，提出邓小平建设有中国特色社会主义理论。
1997年9月，中共十五大把邓小平建设有中国特色社会主义理论直接称为邓小平理论，由此得名。该会议上，邓小平理论被写入中共党章中，成为中共指导思想之一。
邓小平理论是一场以“实事求是”为精神实质的思想解放运动过程中产生或引用的旨在打破精神桎梏，促进社会主义经济和社会发展的一系列指导思想的总汇。邓小平理论与中华人民共和国在80年代施行的改革开放政策密不可分。

## 具体内容
1992年，中共十四大报告中把邓小平理论的主要内容概括为九点：
- 在社会主义发展道路问题上，强调走自己的路，不把书本当教条，不照搬外国模式，以马克思主义为指导，以实践作为检验真理的唯一标准，解放思想，实事求是，尊重群众的首创精神，建设有中国特色的社会主义。
- 在社会主义的发展阶段问题上，作出了中国还处在社会主义初级阶段的科学论断，强调这是一个至少上百年的很长的历史阶段，制定一切方针政策都必须以这个基本国情为依据，不能脱离实际，超越阶段。
- 在社会主义的根本任务问题上，指出社会主义的本质是解放生产力，发展生产力，消灭剥削，消除两极分化，最终达到共同富裕。强调现阶段中国社会的主要矛盾是人民日益增长的物质文化需要同落后的社会生产之间的矛盾，必须把发展生产力摆在首要位置，以经济建设为中心，推动社会全面进步。判断各方面工作的是非得失，归根到底，要以是否有利于发展社会主义社会的生产力，是否有利于增强社会主义国家的综合国力，是否有利于提高人民的生活水平为标准。科学技术是第一生产力，经济建设必须依靠科技进步和劳动者素质的提高。
- 在社会主义的发展动力问题上，强调改革也是一场革命，也是解放生产力，是中国现代化的必經之路，僵化停滞是没有出路的。经济体制改革的目标，是坚持公有制和按劳分配为主体、其他经济成分和分配方式为补充的基础上，建立和完善社会主义市场经济体制。政治体制改革的目标，是以完善人民代表大会制度、共产党领导的多党合作和政治协商制度为主要内容，发展社会主义民主政治。同经济、政治的改革和发展相适应，以“有理想、有道德、有文化、有纪律”为目标，建设社会主义精神文明。
- 在社会主义建设的外部条件问题上，指出和平与发展是当代世界两大主题，必须坚持独立自主的和平外交政策，为中国现代化建设争取有利的国际环境。强调实行对外开放是改革和建设必不可少的，应当吸收和利用世界各国包括资本主义发达国家所创造的一切先进文明成果来发展社会主义，封闭只能导致落后。
- 在社会主义建设的政治保证问题上，强调坚持社会主义道路、坚持人民民主专政、坚持中国共产党的领导、坚持马克思主义毛泽东思想。这四项基本原则是立国之本，是改革开放和现代化建设健康发展的保证，又从改革开放和现代化建设获得新的时代内容。
- 在社会主义建设的战略步骤问题上，提出基本实现现代化分三步走。在现代化建设的长过程中要抓住时机，争取出现若干个发展速度比较快、效益又比较好的阶段，每隔几年上一个台阶。贫穷不是社会主义，同步富裕又是不可能的，必须允许和鼓励一部分地区一部分人先富起来，以带动越来越多的地区和人们逐步达到共同富裕。
- 在社会主义的领导力量和依靠力量问题上，强调作为工人阶级先锋队的共产党是社会主义事业的领导核心，党必须适应改革开放和现代化建设的需要，不断改善和加强对各方面工作的领导，改善和加强自身建设。执政党的党风，党同人民群众的联系，是关系党生死存亡的问题。必须依靠广大工人、农民、知识分子，必须依靠各民族人民的团结，必须依靠全体社会主义劳动者、拥护社会主义的爱国者和拥护祖国统一的爱国者的最广泛的统一战线。党领导的人民军队是社会主义祖国的保卫者和建设社会主义的重要力量。
- 在祖国统一的问题上，提出一个国家、两种制度的一国两制创造性构想。在一个中国的前提下，国家的主体坚持社会主义制度，香港、澳門、臺灣保持原有的资本主义制度长期不变，按照这个原则来推进祖国和平统一大业的完成。

虽然邓小平理论认为要改革纯公有制的生产关系融入私有制，从高度集中的计划经济转变为市场经济，进而达到解放生产力和发展生产力的目的，但邓小平理论也强调公有制的生产关系和以马克思主义为指导的意识形态必须自始至终占有统治地位。同时，邓小平理论还认为要坚持四项基本原则，保证国家不会和平演变成资本主义，要反对资产阶级自由化及其思想。

### 邓小平经济理论
邓小平关于经济的理论，概括起来讲就是社会主义市场经济。
邓小平主张恢复市场的功能，以邁向生产力理论。邓小平认为，计划经济不利于调动人民劳动的积极性，同时统购统销的方法不是按照需求，而往往是按照平均主义的方式进行分配。在计划经济体制下，非常重要的上游资源产品的价格总是被压低，以便使下游产业获取利润，而在市场定价下面，这种情况将会得到改观。
邓小平认为市场经济或者计划经济并不是区别社会主义和资本主义的主要标志。邓小平说，资本主义也有计划，大萧条时期不少资本主义国家都加强了经济的计划性。邓小平认为在本质上区别社会主义和资本主义的是是否存在剝削。因而邓小平坚持公有制占主导，凡是国有企业、国有控股企业以及集体企业都属于公有制成分。同时邓小平允许一部分人先富起来，这些人多数成了私营业主。
邓小平在经济理论方面的另外一大贡献是建立现代企业制度。
邓小平认为计划经济的企业管理制度使企业丧失了自主性，对人才以及资源的不合理运用造成了企业效率低下，利润率难以提高，科技含量也始终很低，因此邓小平希望建立和现在世界上发达国家相似的股份制企业制度。
邓小平认为中国将长期处于社会主义初级階段，有观点以为，这种新解释降低、乃至消解在经济问题决策中意识形态的重要，而更注重政策实际效用:230。
在中国农村大部分地区实施家庭联产承包责任制，由家庭承包土地进行农业生产，提高农民积极性。政府也鼓励农村工业化，很多乡镇开始进行轻工业生产。投资重工业资本主要来自银行体系，而银行资金来源则是储蓄。
邓小平还主导打破中华人民共和国长期“闭关锁国”状态，主张对外开放。此举摈弃了毛泽东自给自足的经济政策。中国通过加大对外贸易加快现代化步伐。中国经济可以被认为是出口导向。另一方面，中国也从日本和西方国家购买了大量机器。邓小平在1979年提出要搞经济特区，吸引外商投资。邓小平改革项目中首先就确保利润只能通过税收或银行再分配；因此，国有企业利润再分配是间接的，也保证这些企业多少脱离政府介入，保持了自身活力。

### 邓小平政治理论
邓小平认为，要坚持“党的领导、人民当家作主、依法治国”三者有机统一。
邓小平认为为了完善体制，需要做到党政分开，他认为长期以来中国对于“执政党”理念的误解是造成党政长期不分的原因。举美国的例子，现在民主党在美国执政，但这并不表示民主党中央机关可以干预联邦政府的运作，政府和党负担的是不同的职能。由于长期以来党政不分使得中国各级政府、党委运行效率低下，政府职能不明确等弊病。
邓小平曾认为学校、企业当中不需要党组织。
邓小平认为应该适当扩大社会主义民主，但邓小平也认为必须坚持四项基本原则，反对徹底資產階級自由化。

### 邓小平军队建设理论
邓小平在继承前人军事思想的基础上，根据新的历史时期的具体国情、军情创建了新时期军队建设理论，这一理论是邓小平军队建设思想体系的核心内容。包括：建设一支强大的现代化、正规化的革命军队，新时期军队建设要以现代化为中心，注重质量建军，走精兵强国之路，加强和改进军队政治工作，提高后勤保障能力。这一理论对中国新时期军队建设起着决定性影响。
邓小平军事战略思想，是在对时代特征认识的重大突破和发展基础之上形成的积极防御的军事战略思想。它着眼于中国的稳定和发展，着眼于全人类的和平与发展，寓国家安全于发展之中。它是国家发展战略的需要，是党的基本路线一百年不动摇、使中国走上重新崛起之路的需要，是中国在国际战略格局中占据应有位置、在国际事务中充分发挥作用的需要。以“力”摄敌，以“力”制战，战威相济，力智并举，是邓小平新时期军事战略思想的真谛和战略决策的基本着眼点。

### 邓小平文化建设理论
邓小平理论，是以邓小平为主要创立者、以建设有中国特色社会主义为主题的理论。邓小平理论是马克思主义中国化的一大理论成果，是中国共产党获得的与苏联模式不同的社会主义建设经验的理论总结。
邓小平理论认为，中国特色社会主义精神文明建设的根本任务，就是要培养有理想、有道德、有文化、有纪律的“四有”公民，提高整个中华民族的思想道德素质和科学文化素质。

## 一国兩制
根据中国共产党文献《邓小平理论》，“一国两制”的基本涵义是：在一个中国的前提下，国家的主体坚持社会主义制度；香港、澳门、台湾是中国不可分割的组成部分，它们作为特别行政区保持原有的资本主义制度和生活方式长期不变。至今，“一国两制”应用于香港与澳门。作为这种制度的确立，1984年12月，中英签署《中英联合声明》，中国将恢复对香港行使主权。1986年，中葡签署了《中葡联合声明》。香港与澳门分别于1997年和1999年回归中国。
香港回歸經驗說明，可以用最低成本和代價，甚至零代價實現國家統一；要實現國家統一，同時保證任何一方沒有損失，使香港得以繼續維持繁榮，不能犧牲香港繁榮穩定，不影響國家正常發展和人民生活，在不知不覺中實現統一:18。「一國兩制」方針和特別行政區之概念是因應香港和澳門（以至台灣）之特殊歷史和現實情況而設計，目的是在促進國家統一之同時，維持港澳之繁榮和穩定:13。中英兩國政府在1982年就香港前途問題展開談判時，香港社會也沒有自決或獨立之呼聲；當時政治精英、學術界和民意領袖之意見主要有以下兩種：一部分人期望香港能維持現狀，延續英國之殖民管治；另一種則贊成香港回歸中國並根據「一國兩制」之構想實行高度自治，但同時堅持高度自治必須以民主為依歸；「民主回歸」之思想一方面支持「港人治港」之原則，但另一方面強調治港之港人必須由體香港人自由地、民主地選舉出來:138。事實證明，「一國兩制」、「港人治港」並非輕而易舉，香港人面對過重大考驗、嚴峻挑戰:78。在特別行政區歷史裡，在《基本法》實施過程中，出現過不少風雨、不少社會上之大論爭以至關於「一國兩制」以及香港之「高度自治」之被背棄之指控:78。香港回歸中國後「一國兩制」之實踐乃建基於《香港特別行政區基本法》，《基本法》是根據《中華人民共和國憲法》第31條而制定，既確定香港特別行政區（作為「直轄於中央人民政府」之「一個享有高度自治權的地方行政區域」）與中國中央權力機關之關係，又規定香港特別行政區內部之政治體制、法制、人權保障，以至社會、經濟等制度和政策:78-79。「一國兩制」之實踐是否成功，很大程度上取決於《基本法》之實施是否順利:79。香港特別行政雖然不是一個國家，但是在「一國兩制」之理論框架和《基本法》之制度設計下，香港特別行政區有其高度自治之政治體制，體制中有行政、立法和司法等機關:93。「一國兩制」之成功實施，有賴於「一國」和「兩制」之間之適當平衡:115。在可預見未來，中國內地將長期處於社會主義初級階段，中國無意繼續消滅自己國內港澳台之資本主義，也無意消滅其他國家之資本主義，無意向其他國家輸出共產主義紅色革命:3。在相當長之歷史時期內，中國之社會主義既要與內部港澳台之資本主義共存，也要與國際範圍內之資本主義國家共同存在；兩種制度在國內和國際都應該和平共處、共同發展、平等競爭，而不是人為拿一種制度取代另一種制度:3。中國統一完全可以包容兩種不同之社會制度、意識形態；中國不再主張把社會主義制度推行到全國，不再主張必須用社會主義來統一國家，而是主張在香港、澳門和台灣與中國實現統一後，保留原有之資本主義制度和生活方式，中國內地主體仍將實行社會主義制度:4。兩種制度在一個中國共同存在，共同發展，「井水不犯河水，河水也不犯井水」:4。中央還要對特別行政區整個繁榮穩定負責，如果特別行政區搞得不好，人家不會說特別行政區人民沒有治理好特別行政區，一定會說中國沒有治理好特別行政區，國家逃不掉對特別行政區之責任:149。
「一國兩制」下，國家要增加國民對國家之認同感和向心力，必須：一、不斷擴大公民權利，增加社會福利，減少乃至杜絕侵犯公民權利事件之發生；二、要使公民有國家主人之感覺，對國家大事有參與之機會，給人民享有政治權利；三、必須加強對公民和僑民之保護:51-52。在香港特別行政區之政改或民主化過程中，中央政府和特區之行政和立法機構都有其各自之角色，在有關角色和權能之設計上，體現出「一國」和「兩制」，國家主權原則和香港特別行政區民主自治原則之某種平衡:116。香港安全和中國安全本質上是一個問題，不是兩個問題；維護包括香港在內之全中國安全是中央和特別行政區之共同責任:40。成就一件事需要很多人共同努力，但是破壞一件事情只需很少人即可；對待很少人從事之破壞活動，絕不能掉以輕心，麻痹大意:40。「一國兩制」一旦失敗，中國損失很大，但主要是面子，香港損失既有面子，更多是裡子，是全部；因此對於香港，「一國兩制」只許成功，不能失敗:40。中道嘗試兼顧國家主權原則和港人民主自治原則，在「一國」和「兩制」之間找到適當之平衡點；就特首普選之模式來說，中道便是同時承認、平衡和嘗試體現香港市民就特首普選之選舉權和中央政府對特首之實質任命權，並在普選制度之設計上，盡量保證香港特別行政區行政長官是一個中央和港人兩方面都信任和支持者:120-121。
「一國兩制」下，公民身份認同制度保障至少有幾方面制度：一、統一身份證明，至少像美國之社會安全號碼，全國統一身份證號碼；二、統一公民權利；三、全民擁有同樣經濟權利，國家對公民之基本物質權利，比如最低生活保障權，對港澳居民，特區政府發一份綜合社會保障援助，國家也發一份最低生活保障金；四、統一司法:68-71。在「一國兩制」下，搞政治激進、發動「革命」幾乎不要成本，唯一需要就是勇氣；任何一個人只要有足夠勇氣膽量都可以站到大街上振臂一呼；但是推翻以後有無能力建設:79？建設需要很多智慧和能力，需知用暴力手段從事任何政治活動，包括民主運動，其最終結果也一定是暴力，極端行為結果一定不會是理性進步；真正推動歷史進步是睿智理性、調和鼎鼐、委曲求全、忍辱負重，挽狂瀾於既倒、救百姓出水火，不是不負責任、不顧他人死活、把百姓推向水深火熱之中:79-80。中國逐漸確立法治思維，以此慢慢取代激進革命思維，法治方式取代暴風驟雨式之階級鬥爭和政治運動，法治終於成為治國理政之基本方式和政治新常態；發展民主並不難，難的是建設法治；發展民主有激情、勇氣即可，建設法治要靠智慧理性和長期積累:81。人們學習如何仇恨，更應該學習如何去愛，因為愛更接近人心靈和本性；如果社會精英只會順應「民意」，討好「民意」，是表現無能，不負責任，不是本事:82。
國家元首即國家主席，是國家對內對外之最高代表，是國家主權之象徵，在貫徹實施「一國兩制」和基本法作用重要：①根據全國人大常委會之決定，批准中國政府分別與英國、葡萄牙政府就香港、澳門問題所簽訂之國際協議，即中英聯合聲明、中葡聯合聲明；②根據全國人大之決定，公佈特別行政區基本法和相關全國性法律；③接受特別行政區行政長官之述職；④根據全國人大和全國人大常委會之決定，對特別行政區行使國家元首之一般職權:90。
根據中國憲法，最高國家行政機關——國務院是最高國家權力機關之執行機關，亦即中央人民政府；特別行政區基本法賦予國務院很大權力，主要包括：①以中央政府名義與英國、葡萄牙談判解決香港、澳門問題並簽訂有關協議，報請全國人大常委會批准；②執行全國人大及其常委會之有關決定，協助制定特別行政區基本法並可提出基本法修改議案，協助籌備特別行政區；③貫徹執行「一國兩制」和特別行政區基本法；④統轄特別行政區政府；⑤負責與特別行政區有關之外交事務；⑥負責特別行政區之防務，承擔駐軍費用；⑦依照基本法規定任命特別行政區主要官員；⑧接受特別行政區行政長官之述職；⑨行政長官在特別行政區法院審理案件中遇有涉及國防、外交等國家行為之事實問題應發出證明文件，之前須取得中央人民政府之證明書；⑩全國人民代表大會常務委員會決定宣佈戰爭狀態或因特別行政區內發生特別行政區政府不能控制之危及國家統一或安全之動亂而決定特別行政區進入緊急狀態，中央人民政府有權發佈命令將有關全國性法律在特別行政區實施:91-92。
中國憲法規定之國體是人民民主專政，經濟上實行社會主義市場經濟和社會主義公有制；在社會主義初級階段，堅持公有制為主體、多種所有制經濟共同發展，堅持按勞分配為主體、多種分配方式並存；在文化方面，憲法規定實行社會主義精神文明；根據「一國兩制」之方針和基本法之規定，特別行政區保持資本主義之政治經濟和文化制度，不實行人民民主專政，不實行社會主義公有制和社會主義精神文明:126。中國憲法沒有規定遷徙自由、規定夫婦雙方有實行計劃生育之義務、公民有依法服兵役之義務，基本法則規定特別行政區居民有遷徙往任何地方之自由、有自願生育之權利、沒有規定依法服兵役，體現「一國兩制」之原則精神:126-127。基本法規定特別行政區設立一個首長即行政長官，同時是行政機構之首長，特別行政區立法、行政和司法之關係是保證司法獨立，行政機關和立法機關互相制衡又互相配合:127。中國一直實行單一制；特別行政區實行資本主義，享有高度自治權大於一般地方、大於聯邦制下邦之權力，與中央之關係要由法律明文規定，設立及其所實行之制度要由全國人民代表大會決定:127。中國憲法規定人民法院是國家審判機關；根據基本法，特別行政區各自保留自己之司法制度，不受內地司法制度之影響，自己擁有自己之終審法院，所有案件之終審不在最高人民法院進行，「一個國家，兩種司法制度」；特別行政區之司法制度保留下來，對中國內地正在進行之司法改革發揮很大影響，成為內地司法改革之重要參照之一:128。根據中國憲法和有關選舉法之規定，中國採用直接與間接選舉並用、地域代表制與職業代表制並用之制度；特別行政區之選舉和選舉制度則十分複雜，可以採用不同於中國內地之選舉制度:128-129。
根據中國憲法之規定，中國實行中國共產黨領導下之多黨合作制和政治協商制度，中國共產黨是中國之執政黨，其他8個黨派不是在野黨，更不是反對黨，而是參政黨；特別行政區本地採取何種政黨制度，沒有統一之模式，要由各特別行政區自行選擇決定:129。基本法是授權法，是中央單方面授予特區各種權力之法律；聯邦制下同樣之法律往往是聯邦和州雙方討價還價而達成之分權協議，因此聯邦制下之憲法和憲法性法律一般是分權法，即清楚界定國家機關之間職權之劃分，尤其必須在國家整體與組成部分之間進行權力之劃分；基本法不同於聯邦制下之憲法性法律:133。基本法是授權法，也是限權法；換言之，特別行政區所享有之高度自治權以基本法明確授予為限，基本法沒有明確授予特別行政區享有之權力，特別行政區就沒有這些權力；特區實行高度自治，不是絕對自治，無限自治，是有法律上之界限，高度自治必須有基本法上之明文依據，只有當我們在基本法中能夠找到明文之規定之時，才能說什麼事情屬高度自治:133-134。基本法不僅日確規定特區高度自治權之內容和界限，而且也規定不屬特區高度自治、體現國家主權、應該由中央行使之權力，中央能夠在特區幹什麼事情也必須有明確之法律依據，也就是基本法之依據:134。
根據「一國兩制」之方針，中央依法行使之職權主要有兩個方面：①根據事項本身之性質特點，在任何一個單一制國家都必須由全國政府（中央政府）行使之職權，包括基本法之制定、解釋、修改權，國防權，外交權，緊急狀態權，特區之創制權及其政府之組織權、主要行政官員之任命權；②根據一國全國政府（中央政府）和區域政府本身之職能來劃分職權，屬全國政府職能範圍內之事項，例如捍衛領土完整由全國政府負責較好，社會治安之維持等由特區政府負責較為科學合理:134-135。
中央對特別行區享有之權力可以分為：①有些權力完全由中央直接行使，如防務；②有些權力歸中央行使，但中央在行使這些權力時，充分吸收特別行政區之參與，如中央對特別行政區行政長官之任命；③有些權力歸中央，但中央也授權特別行政區行，中央監督特區行使這些權力，如中央在外交事務上有全權，但同時授權特別行政區以法定之名義、方式自主處理對外經貿關係，中央對此實施監督；④有些權力歸特別行政區行使，中央只行使監督權，例如立法權歸特別行政區行使，中央只用備案之形式起監督作用:135。有些與主權關係密切、十分重要之權力也授予特別行政區行使，例如司法終審權、發行貨幣權、徵稅權、獨立之出入境管制權等；中央儘管保留「剩餘權力」，但是特別行政區將來還可以取得中央授予之其他職權:135-136。
基本法關於中央對特別行政區享有之權力主要有：①特別行政區之創制權：是其他一切權力之基礎；②對特別行政區之立法管治權；③特別行政區政權之組織權；④宣佈非常狀態權：當全國進入戰爭狀態或因特別行政區發生特別行政區政府不能控制之危及國家統一和安全之動亂而決定特別行政區進入緊急狀態，中央人民政府可發佈命令將有關全國性法律在特別行政區實施；⑤外交事務權；⑥防務權:145-149。由於西方國家對新中國封鎖，在相當長歷史時期，香港幾乎是中國與外界聯繫之唯一窗口；西方人通過香港認識中國，中國內地人通過香港認識西方:323。香港無論過去或將來，仍扮演中國與世界「超級聯絡人」，前港督衛奕信勳爵曾說香港是「亞洲的國際都會」（Asia's World City），香港首先是中國的世界城市（China's World City），一如紐約之於美國和世界:324。
「一國兩制」並非僅是中國解決統一問題之方法，更是一種全新之世界觀和方法論，是中國改革開放整個大戰略之有機組成；既是處理一個國家內部不同社會制度如何共存之方針，也為處理世界上實行不同社會制度之國家之間關係提供新思維:2。社會主義和資本主義是近代人類創造之兩種主要社會制度；應當承認資本主義給人類帶來高度物質文明和法治文明，使社會進步，也給人類帶來各種問題；社會主義正是批判資本主義，為避免資本主義各種問題和負面效果，創造更科學合理之社會制度:3。固然強調保持原有之制度不變，但如果變化朝着好方向，有利於中國和港澳台根本利益和長遠利益，便符合「一國兩制」精神:7。中國堅決保證香港繼續依法高度自治，堅決兌現各種承諾，香港堅決捍衛中國主權、安全和發展利益；香港越能夠自覺捍衛中國主權、安全和發展利益，中國就越放心讓香港高度自治，給的空間就越大；反之，越不能捍衛中國主權、安全和發展利益，中國對香港之高度自治和「兩制」就越有戒心疑慮，自治空間就越小:39。法治就是要約束人之政治任性，讓政治不再隨意，遵循事前確立好之制度規則，變得文明有序；後人堅守法治，能夠避免前人走過之彎路，不讓悲劇反覆發生:155。其實，英國治理香港堅守同樣之憲制和法治，150多年從頭到尾幾乎沒有什麼大改變，香港才有過去之繁榮穩定；無論是香港或者全中國，都要堅守法治，堅守憲法和基本法不動搖，確保堅守同樣之憲法法律，香港在中國繁榮穩定:155。
香港要學會正確看待中國，要對中國有正確、客觀之認識：①不僅要認識中國之過去，也要認識中國之現在；②不僅要接受苦難、貧窮、落後之中國，更應該接受繁榮、富強、進步之中國；③中國雖然還有不少不足之地方，但也要看到並承認中國一直在進步；④要客觀、科學認識中國之政治體制:238。

## 相关评价

### 正面評價
中国共产党宣稱邓小平理论是以邓为核心的中国共产党第二代中央领导集体探索如何建设社会主义的智慧结晶，是对马克思列宁主义、毛泽东思想在新的历史条件下的继承和发展，是中国特色社会主义理论体系的开篇之作，对改革开放和社会主义现代化建设具有长远的指导意义。
政治學家周新城院長聲稱鄧小平理論雖強調實踐，但仍然堅持社會主義道路，故對其作出正面評價。
經濟學家張維為理事聲稱雖然鄧小平既反「左」，又反「右」，而且承認自己是走資派人士，還表示自己是實事求是派人士，但是由於他希望中國人都能變得富裕，因此他仍然是社會主義者，張維為也聲稱鄧小平理論是十分有效的。

### 負面評價
毛派人士郝贵生教授聲稱鄧小平理論完全違反馬克思主義原則，例如主張「不問姓社姓資」丶 主張取消階級鬥爭及人民民主專政丶 使私有制及市場經濟泛濫丶 扭曲毛澤東思想，故對其作出猛烈批駁。
托洛茨基主義組織 國際社會主義前進 宣稱毛澤東主義所具有的官僚主義色彩使計劃經濟逐漸失去效力，因而催生了具有實用主義色彩的鄧小平主義，最後導致資本主義復辟。
左翼共產主義組織 國際主義共產主義傾向 宣稱毛澤東統治下的中國與鄧小平统治下的中國一樣毫無社會主義元素可言，並且宣稱中共政權一直代表着所謂的紅色資產階級的利益。